# Мирик (Лачинський район)
Мирик (азерб. Mirik) — село у Лачинському районі Азербайджану. Село розташоване за 41 км на північний захід від районного центру, міста Лачина та за 55 км на північ від міста Горіса. Мірік знаходиться між селами Калача з та Карикишлак.
З 1992 по 2020 рік було під окупацією Збройних сил Вірменії і називалось Мірік (вірм. Միրիկ), входячи в Кашатазький район невизнаної Нагірно-Карабаської Республіки. 1 грудня 2020 в ході Другої карабаської війни села було звільнено Збройними силами Азербайджану (вірмени трактують це як окупацію).